# Développement décimal périodique
En mathématiques, le développement décimal périodique d'un nombre rationnel est une écriture qui explicite la suite des décimales de ce nombre, en indiquant un bloc de chiffres qui se répète à l'infini. Ce bloc, ou période, peut être constitué d'un ou plusieurs chiffres, un même chiffre pouvant apparaître plusieurs fois dans ce même bloc.

## Exemple introductif
Pour évaluer le quotient 4/3, une calculatrice affiche usuellement le chiffre 1, un séparateur décimal (point ou virgule) et plusieurs chiffres 3. Or 1,333333333333 n'est qu'une valeur approchée (à 10–12 près) de ce quotient, comme le montre le calcul de l'opération réciproque :
{\displaystyle 1{,}333333333333\times 3=3{,}\underbrace {999999999999} _{12\ \mathrm {chiffres} }<3{,}\underbrace {9999999999999} _{13\ \mathrm {chiffres} }<\dotsb <4.}
L'algorithme de division appliqué à cet exemple produit à chaque étape le reste 1 qui, multiplié par 10 et divisé par 3, produit le quotient entier 3 et à nouveau un reste 1.
Pour écrire exactement le quotient 4/3 en notation décimale, il faudrait donc répéter le chiffre 3 à l'infini. Pour d'autres nombres rationnels, il faut répéter d'autres chiffres, voire un bloc de plusieurs chiffres. Ces blocs peuvent aussi être précédés par un bloc d'une ou plusieurs décimales qui ne se répète pas.

## Notations
Il est possible de noter la répétition de chiffres à l'infini en plaçant des points de suspension après plusieurs occurrences de décimales. Cette écriture peut paraître claire lorsqu'une seule décimale est répétée une dizaine de fois, mais d'autres notations sont plus explicites en décomposant le nombre rationnel en trois parties :
- sa partie entière,
- une partie décimale non périodique,
- une partie décimale périodique.

Les chiffres de la partie entière sont placés classiquement à gauche de la virgule, qui est suivie par les chiffres de la partie décimale non périodique. Ceux-ci sont suivis des chiffres de la (plus courte) période de la partie décimale périodique, marqués par une barre au-dessus ou en dessous, voire par des crochets les encadrant.

## Développement périodique et nombre rationnel

### Écriture décimale d'un rationnel
Dans l'idée de convertir en forme décimale un nombre rationnel, représenté a priori sous forme de fraction de deux entiers, on peut poser une division. Par exemple, considérons le nombre rationnel 5/74 :
|   | 5, | 0 | 0 | 0 | 0 | 0 | 0 | 74       |
| – | 4  | 4 | 4 |   |   |   |   | 0,06756… |
|   |    | 5 | 6 | 0 |   |   |   |          |
|   | –  | 5 | 1 | 8 |   |   |   |          |
|   |    |   | 4 | 2 | 0 |   |   |          |
|   |    | – | 3 | 7 | 0 |   |   |          |
|   |    |   |   | 5 | 0 | 0 |   |          |

etc. On observe qu'à chaque étape, il y a un reste ; les restes successifs affichés ci-dessus sont 56, 42 et 50. Lorsqu'on arrive au reste 50 et qu'on « abaisse le 0 », on divise à nouveau 500 par 74. On se retrouve dans la même situation qu'au départ. Par conséquent, les décimales se répètent : 0,0675675… = 0,0675. Le résultat est prévisible. Les seuls restes possibles — dans ce cas il y en a 74 — sont : 0, 1, 2, … et 73. Dès que l'on retombe sur un reste déjà obtenu, la séquence entière se répète. On peut remarquer de plus que les décimales obtenues sont les mêmes si l'on change la représentation fractionnaire de départ (par exemple 5/74 = 25/370).
Cet exemple laisse prévoir la propriété suivante :
Écriture décimale — Le développement décimal propre de tout nombre rationnel est périodique.
Avant d'en démontrer une version plus précise, éliminons des cas :
- si le dénominateur contient des puissances de 2 ou 5, on peut toujours se ramener au cas où les exposants de 2 et de 5 sont égaux (en multipliant numérateur et dénominateur par une puissance adéquate de 2 ou 5) pour mettre la fraction sous la forme 1/10n×a/b où b est premier avec 10 et a/b est irréductible (en simplifiant a et b par leurs éventuels facteurs communs). Ces transformations ne modifient pas le quotient dans la division. De plus, le développement de 1/10n×a/b est le même que celui de a/b, à un décalage près de la virgule.
- puis, si b = 1, la division de a par b est instantanée et donne, pour a/b = a, le développement a,0.

Il reste à étudier le résultat d'une division de a par b lorsque b est strictement supérieur à 1 et premier avec a et 10. Dans ce cas, le quotient se présente sous la forme d'un développement décimal périodique, dont la période est différente de 0 et 9 et commence immédiatement après la virgule. De plus, la longueur de cette période — dont la valeur sera précisée plus loin — est strictement inférieure à b.
- {\displaystyle {\frac {3}{40}}={\frac {3}{2^{3}\times 5}}={\frac {3\times 5^{2}}{2^{3}\times 5^{3}}}={\frac {75}{10^{3}}}=0{,}075{\underline {0}}=0,075}
- {\displaystyle {\frac {2}{3}}=0{,}{\underline {6}}\Rightarrow {\frac {35}{3}}=11{,}{\underline {6}}\Rightarrow {\frac {7}{6}}={\frac {7\times 5}{6\times 5}}={\frac {35}{3\times 10}}=1{,}1{\underline {6}}}
- {\displaystyle {\frac {5}{7}}=0{,}{\underline {714285}}\Rightarrow {\frac {12}{7}}=1{,}{\underline {714285}}\Rightarrow {\frac {3}{175}}={\frac {3\times 4}{175\times 4}}={\frac {12}{7\times 10^{2}}}=0{,}01{\underline {714285}}}
- {\displaystyle {\frac {1}{81}}=0{,}{\underline {012345679}}}

### Écriture fractionnaire d'un développement périodique
Pour le développement périodique d'un nombre plus petit que 1, lorsque la période commence immédiatement après la virgule, la technique consiste à multiplier le nombre par la bonne puissance de 10 permettant de décaler complètement la période avant la virgule. Une soustraction permet alors de faire disparaître la partie décimale.
{\displaystyle x=0{,}2121\dots =0{,}{\underline {21}}}
{\displaystyle 100x=21{,}2121\dots =21{,}{\underline {21}}}
{\displaystyle 100x-x=21\Leftrightarrow x={\frac {21}{99}}={\frac {7}{33}}.}
Si la période ne commence pas juste après la virgule, il faut commencer par multiplier le nombre par la bonne puissance de 10 pour faire démarrer le développement décimal périodique juste après la virgule, puis on utilise la méthode précédente sur la partie décimale.
{\displaystyle x=3{,}52121\dots =3{,}5{\underline {21}}}
{\displaystyle 10x=35{,}2121\dots =35+0{,}{\underline {21}}}
{\displaystyle 10x=35+{\frac {7}{33}}={\frac {1162}{33}}}
{\displaystyle x={\frac {1162}{330}}={\dfrac {581}{165}}.}
Cet algorithme se généralise et conduit au résultat suivant :

### Le cas des nombres décimaux
Un nombre décimal est le quotient d'un entier par une puissance de 10. On a montré (voir supra) que ces rationnels sont ceux dont le développement propre a pour période 0.
Or la méthode du paragraphe précédent fournit des développements impropres. Par exemple, elle conduit à l'égalité 0,9 = 9/9, c'est-à-dire 0,999… = 1, qui est parfois contestée de façon naïve (voir l'article « Développement décimal de l'unité », qui en donne d'autres preuves et analyse les incrédulités à ce sujet ; le raisonnement mené sur cet exemple peut l'être sur tout autre nombre décimal).
En résumé :
Développement décimal périodique d'un nombre décimal — Les réels correspondant aux développements décimaux impropres sont les nombres décimaux non nuls. Ces nombres ont donc deux développements décimaux, périodiques, l'un de période 0 et l'autre de période 9.
Exemples
2,5 = 2,49.
–0,6001 = –0,60009.
Le développement impropre d'un nombre décimal n'est pas celui qui vient spontanément à l'esprit, mais cela ne signifie pas qu'on ne soit jamais amené à l'écrire. Par exemple :
- la multiplication par 3 du développement décimal propre de 1/3 est l'une des méthodes pour convaincre que 0,999… = 1 ;
- lorsqu'il s'agit de déterminer le développement décimal de 1 – x connaissant celui de x, la forme 0,999… est plus adaptée :
x = 0,52121… = 0,521
1 – x = 0,99999… – 0,52121… = 0,47878… = 0,478.

## Période de1/n
La connaissance d'une période pour le développement décimal de 1/n permet d'en découvrir par multiplication pour tout quotient m/n. Le développement de 1/n possède plusieurs périodes (il suffit, pour en créer une nouvelle, de mettre bout à bout deux périodes identiques) ; l'intérêt est de travailler sur la plus courte que l'on appellera la période et d'en déterminer certaines propriétés.

### Longueur de la période
Les exemples précédents ont mis en évidence le rôle de la répartition des restes dans la division de m par n. Ces restes correspondent aux restes de la division euclidienne de 10im par n. Cette question se traite bien si l'on fait intervenir l'arithmétique modulaire et les notions de congruence sur les entiers et plus précisément l'ordre multiplicatif de 10 modulo n :
Longueur de la période de m/n — Soit m/n une fraction irréductible.
- Si n est premier avec 10, la longueur de la période est égale à l'ordre multiplicatif[3] de 10 modulo n.
- Plus généralement, si n = n1n2 où n1 est premier avec 10 et n2 est un produit de puissances de 2 et de 5, la longueur de la période est égale à l'ordre multiplicatif de 10 modulo n1.

En particulier :
- la longueur de la période de m/n est toujours égale à celle de 1/n ;
- c'est un diviseur de φ(n1), où φ est l'indicatrice d'Euler[5].

Lorsque n est un nombre premier différent de 2 et 5, la longueur de la période de 1/n peut être égale à n – 1 (la longueur maximale pour une division par un entier n > 1) ; par exemple :
{\displaystyle {\frac {1}{7}}=0{,}{\underline {142857}}\quad {\rm {et}}\quad {\frac {1}{17}}=0{,}{\underline {0588235294117647}}.}
Elle peut aussi être plus petite, comme pour
{\displaystyle {\frac {1}{11}}=0,{\underline {09}}\quad {\rm {et}}\quad {\frac {1}{13}}=0,{\underline {076923}}.}
Les périodes de longueur maximale sont donc celles des fractions 1/n où n est un nombre premier pour lequel l'ordre de 10 est n – 1. On dit alors que 10 est une racine primitive modulo n. Ces nombres, appelés parfois "nombres premiers longs", forment la suite 2, 7, 17, 19, 23, 29, 47, 59, 61, 97... référencée  A006883  dans l'encyclopédie des suites entières, ou A001913 si l'on excepte le 2.
Emil Artin  a émis l'hypothèse que cette suite est infinie et que sa densité parmi les nombres premiers est une constante (la même quand on remplace 10 par certains autres entiers), valant environ 0,374 (voir l'article sur la Conjecture d'Artin sur les racines primitives).
Lorsque n n'est pas premier, φ(n) < n – 1. La longueur de la période doit diviser φ(n) et elle n'est jamais maximale. Ainsi, la longueur de la période de 1/21 doit diviser φ(21) = 2 × 6 = 12. Effectivement, la période de 1/21 est de longueur 6 :
{\displaystyle {\frac {1}{21}}=0,{\underline {047619}}.}

#### Caractérisation pratique des nombres premiers longs
En utilisant le fait que {\displaystyle 10^{d}-1=9\times {\underset {d{\text{ chiffres 1}}}{\underbrace {11...1} }}} on obtient la caractérisation :
Théorème — {\displaystyle 1/p} est à période décimale maximale si et seulement si
          1) {\displaystyle p} est premier ≠ 2,3 et 5.
          2) {\displaystyle p} ne divise aucun des nombres {\displaystyle R_{d}={\underset {d{\text{ chiffres 1}}}{\underbrace {11...1} }}}, avec {\displaystyle d} diviseur propre de
{\displaystyle p-1}.
Il est donc utile de connaître la décomposition en produit de facteurs premiers des nombres {\displaystyle R_{d}} appelés communément "répunits" :
{\displaystyle R_{3}=3.37} , {\displaystyle R_{4}=11.101}, {\displaystyle R_{5}=41.271}, {\displaystyle R_{6}=3.7.11.13.37}, {\displaystyle R_{7}=239.4649}, etc.
1/13 n’est donc pas à période maximale car 13 divise {\displaystyle R_{6}}, avec 6 diviseur de 12 ;
1/37 n’est pas à période maximale car 37 divise {\displaystyle R_{6}}, avec 6 diviseur de 36 ;
1/41 n’est pas à période maximale car 41 divise {\displaystyle R_{5}}, avec 5 diviseur de 40, etc.

### Cycle et permutation
Si n et 10 sont premiers entre eux, la division posée pour 1/n permet de trouver aussi les développements décimaux de rk/n pour tous les restes intervenant dans la division. En effet, 10rk a pour quotient ak+1 et pour reste rk+1 dans la division par n. On retrouve alors, pour le développement périodique de rk/n, celui de 1/n ayant seulement subi une permutation circulaire et commençant à ak+1. Ainsi, on a
{\displaystyle {\frac {1}{n}}=0{,}{\underline {a_{1}\dots a_{\ell }}},\quad {\frac {r_{k}}{n}}=0{,}{\underline {a_{k+1}\dots a_{\ell }a_{1}\dots a_{k}}}}
et l'écriture fractionnaire donne
{\displaystyle {\frac {a_{k+1}\dots a_{l}a_{1}\dots a_{k}}{9\dots 9}}={\frac {r_{k}}{n}}=r_{k}\times {\frac {1}{n}}={\frac {r_{k}\times a_{1}\dots a_{\ell }}{9\dots 9}}.}
En observant les numérateurs, on peut voir que multiplier la période de 1/n par rk équivaut à effectuer une permutation circulaire sur les chiffres de ce nombre.
Lorsque la période de 1/n est de longueur maximale, les restes parcourent tous les entiers de 1 à n – 1. Dans ce cas, en multipliant la période de 1/n par tout entier m < n, on conservera toujours les mêmes chiffres à une permutation près. La nouvelle période obtenue sera celle de m/n.
Cette propriété rend remarquables les périodes des nombres 1/n pour lesquels 10 est d'ordre n – 1. C'est le cas par exemple de 142 857 (période de 1/7) ou 052 631 578 947 368 421 (période de 1/19) qui sont des nombres cycliques. On a ainsi, pour 1/7, dont les restes sont successivement 1, 3, 2, 6, 4, 5, 1, 3, 2, 6, 4, 5, etc.:
- 1 × 142857 = 142857 ;
- 3 × 142857 = 428571 ;
- 2 × 142857 = 285714 ;
- 6 × 142857 = 857142 ;
- 4 × 142857 = 571428 ;
- 5 × 142857 = 714285.

(7 × 142857 = 999999, période de l'écriture décimale impropre de 1).
Lorsque la période de 1/n est de longueur ℓ < n – 1, seuls ℓ entiers sont concernés, chacun associé à une permutation circulaire de la période de 1/n. Si l'entier m, inférieur à n et premier avec n, ne fait pas partie de ce premier groupe, on a encore
{\displaystyle m\times {\frac {1}{n}}={\frac {m\times a_{1}\dots a_{\ell }}{9\dots 9}}.}
Puisque m ≤ n, le produit m × a1…aℓ est strictement inférieur à 10ℓ. Il s'écrit donc b1…bℓ et constitue la période de
{\displaystyle {\frac {m}{n}}={\frac {b_{1}\dots b_{\ell }}{9\dots 9}}=0{,}{\underline {b_{1}\dots b_{\ell }}},}
différente de la précédente. À chaque permutation de cette nouvelle période est associé un quotient de la forme m'/n, où m' est l'un des ℓ restes de m/n. On répartit ainsi tous les entiers premiers avec n et inférieurs à n dans des ensembles disjoints deux à deux contenant ℓ restes consécutifs et associés à φ(n)/ℓ périodes différentes.
Pour n = 27 par exemple, on a φ(27) = 2 × 9 = 18 et 1/27 a pour période 037. Cette période engendre 5 autres périodes qui sont les seules possibles, à une permutation circulaire près, de tout quotient m/27 où m et 27 sont premiers entre eux.
- 037 pour m = 1, 370 pour m = 10, 703 pour m = 19 ;
- 074 pour m = 2, 740 pour m = 20, 407 pour m = 11 ;
- 148 pour m = 4, 481 pour m = 13, 814 pour m = 22 ;
- 185 pour m = 5, 851 pour m = 23, 518 pour m = 14 ;
- 259 pour m = 7, 592 pour m = 16, 925 pour m = 25 ;
- 296 pour m = 8, 962 pour m = 26, 629 pour m = 17.

Périodes des m/n — Si l'ordre de 10 est ℓ, il existe φ(n)/ℓ périodes possibles — à une permutation circulaire près — pour un quotient de la forme m/n où m et n sont premiers entre eux. Ces périodes sont obtenues en multipliant la période de 1/n par m (inférieur à n).

### Construction
Si n est premier avec 10, on peut construire la période de 1/n en posant la division mais on peut aussi la reconstituer uniquement par multiplication à partir de son dernier terme.
L'égalité
{\displaystyle 10r_{\ell -1}=a_{\ell }n+r_{\ell }=a_{\ell }n+1}
permet de dire que
{\displaystyle a_{\ell }n\equiv 9{\pmod {10}}}
ou, plus simplement, que ce produit doit se terminer par 9.
Comme n est premier avec 10, un tel nombre aℓ existe. Il n'en existe d'autre part qu'un seul compris entre 1 et 9. On peut le trouver en résolvant l'équation diophantienne nx – 10y = 9. Le nombre aℓ étant trouvé, on en déduit la valeur de rℓ–1.
D'autre part, si l'on note
{\displaystyle a_{1}\dots a_{\ell }}
la période recherchée, on sait, par permutation circulaire, que
{\displaystyle r_{\ell -1}\times a_{1}\dots a_{\ell }=a_{\ell }a_{1}\dots a_{\ell -1}.}
Ce produit permet de déterminer aℓ–1 qui, réinjecté dans la même égalité, permet de trouver aℓ–2 et de proche en proche, permet de découvrir tous les chiffres de la période.
Par exemple, pour déterminer la période de 1/7, on cherche d'abord le chiffre qui multiplié par 7 donne un nombre se terminant par 9. Puisque 7 × 7 = 49, on peut poser
{\displaystyle a_{\ell }=7}
puis, comme
{\displaystyle 10r_{\ell -1}=7\times 7+1,}
on sait que
{\displaystyle r_{\ell -1}=5.}
Les chiffres successifs de la période se trouvent en remplissant progressivement la multiplication à trous
{\displaystyle 5\times a_{1}\dots a_{\ell }=a_{\ell }a_{1}\dots a_{\ell -1}}
| . | . | . | . | .  | 7 |
| × |   |   |   |    | 5 |
|   |   |   |   | .3 | 5 |

| . | . | . | .   | 5 | 7 |
| × |   |   |     |   | 5 |
|   |   |   | . 2 | 8 | 5 |

| . | . | .   | 8 | 5 | 7 |
| × |   |     |   |   | 5 |
|   |   | . 4 | 2 | 8 | 5 |

| . | .   | 2 | 8 | 5 | 7 |
| × |     |   |   |   | 5 |
|   | . 1 | 4 | 2 | 8 | 5 |

| .   | 4 | 2 | 8 | 5 | 7 |
| ×   |   |   |   |   | 5 |
| . 2 | 1 | 4 | 2 | 8 | 5 |

| 1 | 4 | 2 | 8 | 5 | 7 |
| × |   |   |   |   | 5 |
| 7 | 1 | 4 | 2 | 8 | 5 |

Ce principe peut être utilisé dans la construction de la période de 1/19, dont le dernier chiffre est 1 et dont l'avant-dernier reste est 2.

### Structure
On se place ici dans le cas où n est premier, supérieur ou égal à 7 et l'on suppose que la période la plus courte de 1/n est de longueur ℓ = st où s > 1. La période est alors constituée de s blocs de t chiffres. Si l'on note A1, … As ces blocs, ils peuvent être vus comme l'écriture décimale de s nombres. La somme de ces s nombres est alors toujours un multiple de 10t – 1 = 99…9. De plus, on peut démontrer que si le nombre de blocs n'est que de 2 ou 3, la somme est exactement égale à 10t – 1.
Par exemple, la période de 1/7 est 142857, partageable en 6, 3 ou 2 blocs :
- en deux blocs : 142 + 857 = 999 ;
- en 3 blocs : 14 + 28 + 57 = 99 ;
- en 6 blocs : 1+ 4 + 2 + 8 + 5 + 7 = 27 (divisible par 9).

Cette propriété porte le nom de théorème de Midy.

## Fragments d'histoire
L'écriture décimale des entiers apparaît très tôt dans l'histoire des mathématiques notamment en Orient. L'idée de prolonger les opérations au-delà de l'unité est présente en Chine dès le IIIe siècle mais la partie décimale y est présentée sous forme d'une fraction décimale. La présentation d'un nombre décimal avec une partie entière, une virgule et une partie décimale apparaît dans les écrits du mathématicien Ibrahim Uqlidisi au Xe siècle quand il présente le système de numération indien mais le calcul des nombres sous forme de fractions reste prédominant. Le système décimal arrive en Europe tardivement (vers le Xe siècle) et c'est Simon Stevin qui prône l'écriture décimale des nombres fractionnaires qu'il appelle les rompus. Dans son traité La Disme, écrit en 1585, il précise les méthodes de calcul sur les écritures décimales et envisage que celles-ci puissent être illimitées et s'appliquer même à des nombres irrationnels (nombres incommensurables),.
Au cours du XVIIIe siècle, les mathématiciens se préoccupent de la période décimale des fractions. Un des premiers à utiliser une notation spécifique pour la période d'un nombre fractionnaire est John Marsh, qui signale le début et la fin de la période par un point placé au-dessus du chiffre. H. Clarke préfère l'apostrophe tandis que d'autre utilisent des accents avant et après la période. Tout est fait pour faciliter le calcul des fractions sous forme décimale et, tout comme il existe des tables de logarithmes ou des tables de sinus, existent aussi des tables de périodes. Jean le Rond D'Alembert en publie dans son Encyclopédie méthodique. La révolution française privilégie le système décimal dans les unités de mesure et encourage le calcul sous forme décimale. On trouve ainsi dans Introduction abrégée sur les nouvelles mesures qui doivent être introduites dans toute la République au 1er vendémiaire an 10, avec des tables de rapports et de réductions, par C.H. Haros, une table donnant les périodes des fractions de dénominateurs inférieurs à 50.

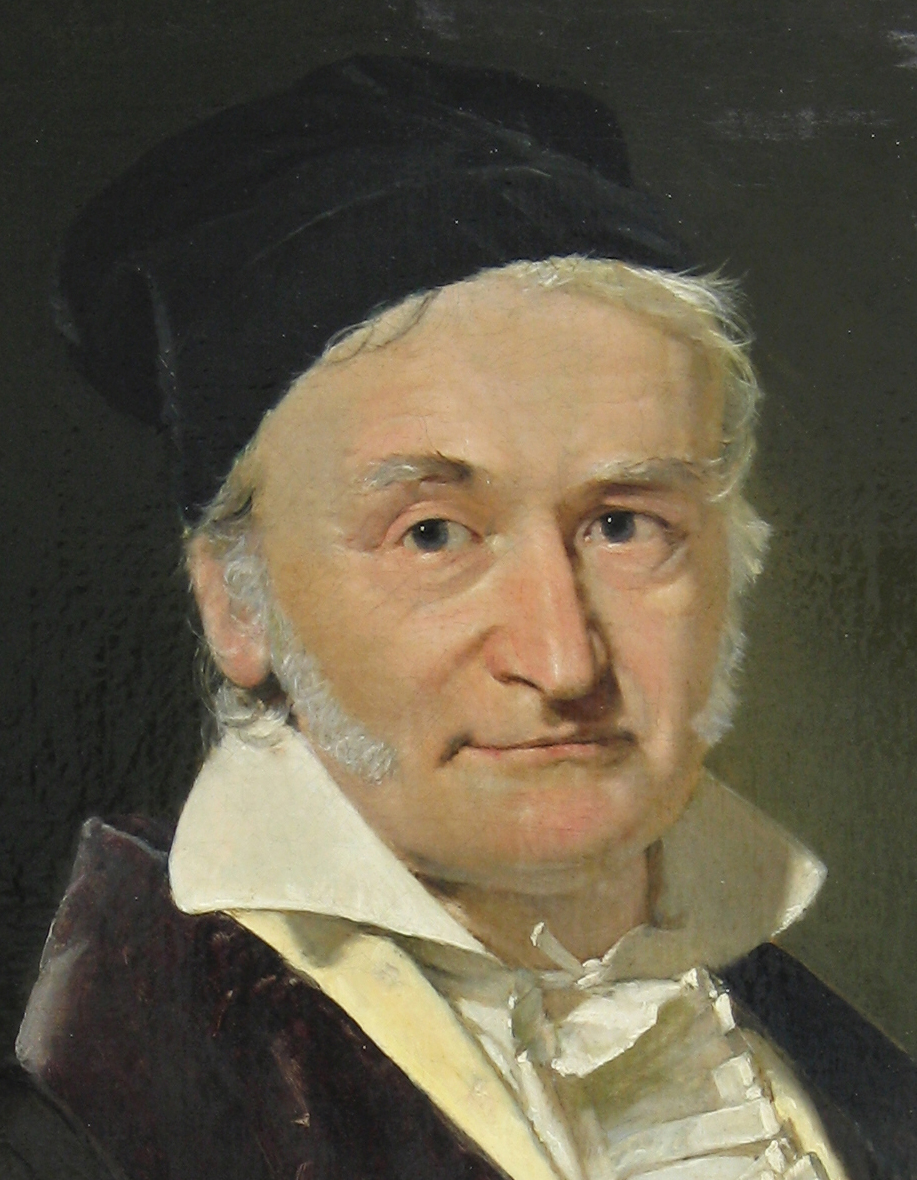
Carl Friedrich Gauss (1777-1855) par Gottlieb Biermann (1887), d'après un portrait par Christian Albrecht Jensen (1840).

Une grande avancée et une formalisation de ces notions sont faites par Gauss dans ses Disquisitiones arithmeticae en 1801. Gauss se préoccupe de déterminer facilement le développement périodique de tout rationnel. Cet objectif le conduit à travailler sur les restes dans la division par n qu'il appelle les résidus. Il définit l'ordre d'un nombre modulo n comme le plus petit entier non nul k tel que ak ait pour reste 1 modulo n. Il s'intéresse aux racines primitives : celles dont les puissances modulo n permettent de donner tous les entiers inférieurs à n et premier avec n. Une racine primitive a étant choisie, il définit l'indice d'un nombre b comme l'entier i tel que ai a pour reste b modulo n. Cet indice i s'appelle de nos jours le logarithme discret. Il remarque que si n est premier ou puissance d'un nombre premier, il existe des racines primitives. Dans le chapitre 6 de son traité, il applique ces connaissances aux fractions. Il remarque que toute fraction peut se décomposer en éléments simples, c'est-à-dire en somme de fractions dont le dénominateur est une puissance de nombre premier. Pour chacun de ces dénominateurs n, il détermine une racine primitive a modulo n. Il détermine ensuite l'indice i de 10 dans la base a. Il sait alors que la période de 1/n a pour longueur φ(n)/i, dont il détermine la valeur. Il prouve ensuite que la fraction m/n a une période de même longueur et que cette période est à choisir entre i périodes différentes, à une permutation près. Il démontre ensuite que l'indice de m lui permet de déterminer quelle période il doit choisir ainsi que la permutation à effectuer. Il fournit alors pour chaque entier n, premier ou puissance de nombre premier, des tables donnant les périodes et les indices de tous les nombres premiers inférieurs à n.
On peut illustrer sa démarche sur un exemple : il s'agit de chercher le développement décimal de
{\displaystyle X={\frac {251}{351}}.}
La première étape consiste à décomposer 351 en produit de facteurs premiers :
{\displaystyle 351=3^{3}\times 13.}
Il faut ensuite décomposer cette fraction en éléments simples. Il faut trouver deux entiers x et y tels que
{\displaystyle X={\frac {x}{27}}+{\frac {y}{13}}.}
La résolution de l'équation diophantienne 13x + 27y = 251 donne pour décomposition :
{\displaystyle X={\frac {11}{27}}+{\frac {4}{13}}}.
On prend d'abord n = 27. La table numérique fournit comme racine primitive 2, l'indice de 10 est de 6, et l'indice de 11 est 13 = 2×6 + 1. Il existe 6 périodes possibles et celle associée à l'indice 1 est, d'après les tables, 074 donc la période associée à 11 est 074 permutée de deux cases, soit 407 :
{\displaystyle {\frac {11}{27}}=0,{\underline {407}}.}
On prend ensuite n = 13. La table donne deux périodes, la racine primitive est 6, et 4 est d'indice 10 = 5×2. La période de 4 est la période d'indice 0 (076923) décalée de 5 cases :
{\displaystyle {\frac {4}{13}}=0,{\underline {307692}}.}
La somme de ces deux nombres a une période de longueur multiple commun des deux longueurs, ici, de longueur 6.
{\displaystyle X=0,{\underline {407407}}+0,{\underline {307692}}=0,{\underline {715099}}.}
À partir du XIXe siècle et jusqu'au développement des calculatrices, nombreux sont les ouvrages permettant de calculer à la main les périodes des nombres fractionnaires.